# Clarksville (Texas)
Clarksville ist eine Stadt und County Seat des Red River County im US-amerikanischen Bundesstaat Texas. Auf einer Fläche von fast acht Quadratkilometern leben 2857 Menschen (Stand: Volkszählung 2020).
Clarksville ist Teil der sozioökonomischen Region Ark-La-Tex, die Teile der vier Bundesstaaten Arkansas, Louisiana, Oklahoma und Texas umfasst.

## Geographie
Clarksville liegt im Nordosten des Bundesstaates Texas im Süden der Vereinigten Staaten. Es befindet sich inmitten einer von großen Seen geprägten Landschaft, die sich vom Nordosten Oklahomas bis zum Golf von Mexiko zieht.
Nahegelegene Städte sind unter anderem Annona (12 km östlich), Detroit (18 km westlich), Bogata (19 m südwestlich), Avery (24 km östlich), Blossom (29 km westlich) und Paris (34 km westlich). Nächste größere Stadt ist mit etwa 1,2 Millionen Einwohnern das über 160 Kilometer südwestlich entfernt gelegene Dallas.

## Verkehr
In West-Ost-Richtung wird die Stadt vom U.S. Highway 82 durchlaufen, der auf einer Länge von 2589 Kilometern von New Mexico im Westen bis nach Georgia im Osten führt. Im Nordwesten der Stadt verläuft er teilweise auf gleicher Trasse mit dem Texas State Highway 37, der Albion im Norden mit Mineola im Süden verbindet. Etwa 40 Kilometer südöstlich der Stadt verläuft der Interstate 30.
Im Süden der Stadt befindet sich außerdem der Clarksville/Red River County Airport, der überwiegend vom regionalen Flugverkehr bedient wird und über eine 914 Meter lange Start- und Landebahn verfügt. Jährlich werden etwa 3300 Flugbewegungen abgewickelt.

## Demographie
Die Volkszählung 2000 ergab eine Einwohnerzahl von 3883 Menschen, verteilt auf 1530 Haushalte und 1006 Familien. Die Bevölkerungsdichte lag bei mehr als 501 Menschen pro Quadratkilometer. 53,4 % der Bevölkerung waren Weiße, 42,2 % Schwarze, 0,3 % Asiaten und 0,2 % Indianer. 3,0 % entstammten einer anderen Ethnizität, 1,0 % hatten zwei oder mehr Ethnizitäten, 7,3 % waren Hispanics oder Lateinamerikaner jedweder Ethnizität. Auf 100 Frauen kamen 85 Männer. Das Durchschnittsalter lag bei 37 Jahren, das Pro-Kopf-Einkommen betrug fast 13.500 US-Dollar, womit fast 24 % der Bevölkerung unterhalb der Armutsgrenze lebten.
Bis zur Volkszählung 2010 ist die Bevölkerungszahl auf 3285 zurückgegangen.

## Söhne und Töchter der Stadt
- Tommie Smith (* 1944), Leichtathlet und Olympiasieger
- J. D. Tippit (1924–1963), Polizist und eines der Opfer des Kennedy-Attentats
- Ray M. Wade, Jr. (* 1964), Opernsänger
- John Williams (1922–1994), Autor und Hochschullehrer